# Laura de Force Gordon

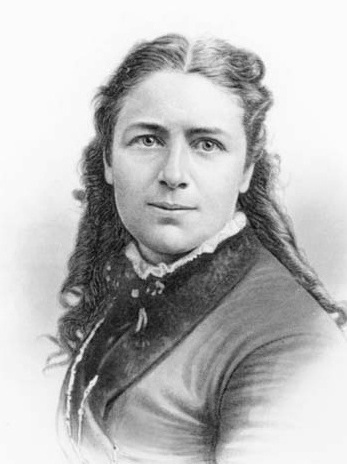
Laura de Force Gordon

 Laura de Force Gordon, geboren als Laura de Force (* 17. August 1838 in North East, Pennsylvania; † 5. April 1907 in Lodi, Kalifornien) war eine amerikanische Anwältin, Journalistin und Frauenrechtlerin. Sie war die erste Frau, die in den USA eine Tageszeitung betrieb, und die zweite Anwältin, die in Kalifornien zugelassen wurde.

## Leben und Werk
Gordon wurde als Laura de Force als eines von neun Kindern von Abram de Force und Catherine Doolittle Allen geboren. Sie erhielt wie ihre Geschwister eine Schulbildung an öffentlichen Schulen. Nach dem Tod eines ihrer Geschwister wandte sich die Familie 1855 dem Spiritismus zu. Gordon reiste durch den Nordosten der Vereinigten Staaten und hielt bereits mit 15 Jahren öffentliche Reden zu diesem Thema. 1862 heiratete sie den schottischen Arzt und Kapitän der Third Rhode Island Cavalry, Charles H. Gordon, und zog mit ihm zuerst nach New Orleans, dann nach Nevada und schließlich 1870 nach Kalifornien. Dort hielt sie in dem Jahr mehr als 100 Vorträge. Ihre Bekanntheit führte dazu, dass sie 1872 als Senatorin für die Unabhängige Partei des San Joaquin County, Kalifornien nominiert wurde und 200 Stimmen erhielt.

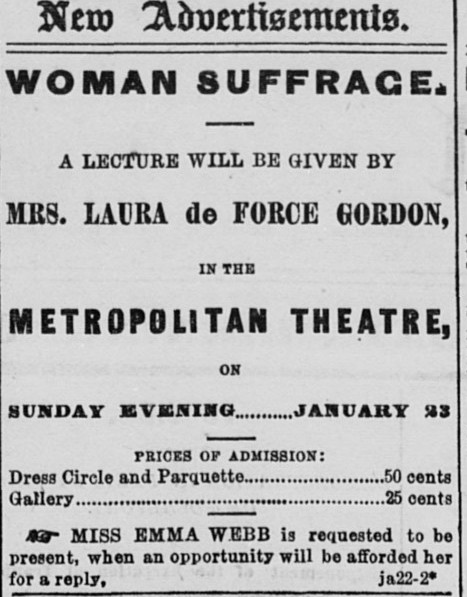
Ankündigung eines Vortrages über das Frauenwahlrecht von Laura de Force Gordon in der San Francisco Tageszeitung Alta

## Journalismus
1873 wurde sie Redakteurin und Reporterin der Zeitschrift Stockton Narrow Gauge. 1874 kaufte sie den Stockton Weekly Leader und wandelte ihn in eine Tageszeitung um und wurde damit die erste weibliche Herausgeberin einer Zeitung in den Vereinigten Staaten. Gordon verkaufte den Daily Leader und kaufte 1876 den Oakland Daily Democrat, den sie bis 1878 leitete.  Sie arbeitete auch als Korrespondentin für die Sacramento Bee und andere Zeitschriften. Während dieser Zeit wurden sie und ihr Ehemann geschieden. 1877 veröffentlichte sie einen Reiseführer zu den Geysiren und Quellen des Napa Valley.

## Wahlrechtsaktivismus

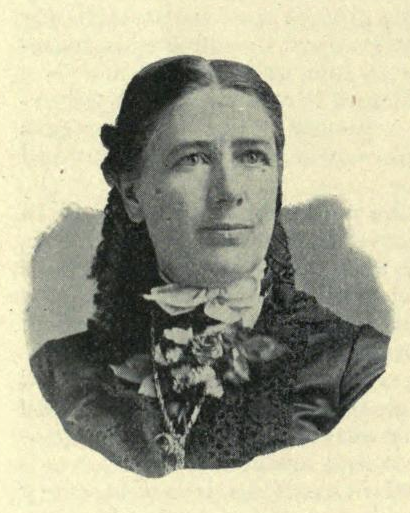
Porträt von Laura de Force Gordon für die Publikation der World’s Columbian Exposition

Sie hielt 1868 Kaliforniens erste aufgezeichnete Rede über das Frauenwahlrecht in San Francisco. 1870 war sie bei der Gründung der California Women’s Suffrage Society beteiligt und vertrat Kalifornien 1972 bei der National Woman Suffrage Association in New York City. Im Juni 1878 setzte sich Gordon mit Hilfe ihrer Freundin Clara Shortridge Foltz dafür ein, Delegierte des kalifornischen Verfassungskonvents zu werden. Sie verlor, erhielt aber einige hundert Stimmen und erreichte ihr Ziel, das Recht der Frauen auf Teilnahme an der Verfassungsfindung zu begründen. Sie nahm an der Tagung als Lobbyistin für das Frauenwahlrecht teil. Nachdem sie 1879 ihre juristische Laufbahn begonnen hatte, setzte sie ihren Wahlrechtsaktivismus fort. Sie wurde von 1884 bis 1894 zur Präsidentin der California State Suffrage Association gewählt und sprach 1893 auf der World’s Columbian Exposition.

## Juristische Karriere
Zusammen mit Foltz führte sie eine Lobbykampagne für das Woman Lawyer's Bill, welches Frauen das Recht einräumte, in Kalifornien zu praktizieren. Gordon nutzte ihre Position als Journalistin, um mit den Gesetzgebern in Kontakt zu bleiben und den Gouverneur für die endgültige Unterzeichnung zu gewinnen. 1878 wurde sie als Delegierte des kalifornischen Verfassungskonvents nominiert. Obwohl sie und Foltz im Februar 1879 während des Konvents nicht als Delegierte gewählt wurden, drängten sie erfolgreich auf die Verabschiedung von zwei Klauseln, die Frauen den Zugang zu Beschäftigung und Bildung garantierten.
Sie und Foltz wollten an dem kürzlich eröffnete Hastings College of the Law studieren, wurden wegen ihres Geschlechts jedoch nicht zugelassen. Die Frauen klagten vor dem Obersten Gerichtshof von Kalifornien und argumentierten erfolgreich, diese Entscheidung aufzuheben. Aufgrund ihres Aktivismus und familiären Verpflichtungen konnten jedoch weder Gordon noch Foltz das Studium aufnehmen, und so war Mary McHenry Keith 1882 die erste Absolventin des Hastings College of the Law.
Zu dieser Zeit war ein Abschluss an der juristischen Fakultät für die Zulassung als Rechtsanwalt nicht erforderlich, daher bildete Gordon sich selbständig aus und wurde am 6. Dezember 1879 nach Foltz als zweite Staatsanwältin in Kalifornien zugelassen. 1880 gründete sie eine eigene Kanzlei in San Francisco, wo sie sich auf Allgemeines Recht und Strafrecht spezialisierte, und führte in mehreren Mordfällen eine erfolgreiche Verteidigung. Der Fall von George A. Wheeler, bei dem Gordon die Verteidigung und Foltz die Anklage unterstützte, bewirkte ein großes Medieninteresse. 1880 erlangte Gordon unerwarteten Ruhm für ihre Verteidigung eines italienischen Einwanderers, für die ihr die Ehrenmitgliedschaft in der Royal Italian Literary Society of Rome verliehen wurde. Am 3. Februar 1883 wurde sie nach Belva Ann Lockwood als zweite Frau als Rechtsanwältin am Obersten Gerichtshof der Vereinigten Staaten zugelassen.
Gordon zog sich 1901 aus dem Rechtsberuf zurück und verbrachte ihre letzten Jahre auf ihrer Farm in Lodi. Ihr letzter öffentlicher Auftritt war 1906 auf der State Democratic Convention. Sie bekam im März 1907 eine Lungenentzündung und starb am 5. April 1907 in Lodi. Vier Jahre nach ihrem Tod erhielten Frauen in Kalifornien das Wahlrecht.

## Veröffentlichungen (Auswahl)
- The great geysers of California, and how to reach them. San Francisco: Bacon & Company, Printers, 1879. Neuauflage: Kessinger Publishing, 2010, ISBN 978-1-162-22350-6.[4]